# Hofanlage Ortsstraße 10
Die Hofanlage Ortsstraße 10 in der niedersächsischen Gemeinde Hagen im Bremischen-Bramstedt, Ortsteil Wittstedt, im Landkreis Cuxhaven, stammt aus dem 19. und 20. Jahrhundert.
Aktuell (2024) wird sie als Wohnhaus, landwirtschaftlich und gewerblich genutzt.
Die Gebäude stehen unter Denkmalschutz (siehe auch Liste der Baudenkmale in Hagen im Bremischen).

## Beschreibung
Die Hofanlage besteht aus:
- dem eingeschossigen giebelständigen verklinkerten massiven Wohn- und Wirtschaftsgebäude von 1848 (Inschrift) mit reetgedecktem Krüppelwalmdach als Niedersachsengiebel mit Uhlenloch und der Grooten Door mit Korbbogen,[2]
- der eingeschossigen giebelständigen Scheune von 1910 (Inschrift) in Backstein mit Drempel, pfannengedecktem Krüppelwalmdach, Giebel mit Fachwerk im oberen Bereich, Längsdurchfahrt sowie Quereinfahrt,[3]
- dem eingeschossigen giebelständigen Schweinestall von um 1900 in Backstein mit Satteldach,[4]
- dem eingeschossigen kleinen massiven Hühnerstall von um 1900 mit Mittelrisalit als Eingang,[5]
- dem kleinen massiven Backhaus von vor 1905,[6]
- sowie weiteren nicht denkmalgeschützten Nebenanlagen.

Das Landesdenkmalamt befand u. a.: „Für die Entwicklung einer Hofstelle bietet die Gruppe baulicher Anlagen Ortsstraße 10 in ihrer Geschlossenheit ein hervorragendes Beispiel. … .“